# Копичинські

варіант гербу Топач

Копичинські гербу Копач (Адам Бонецький стверджував, що помилково називали герб Топач) (пол. Kopyczyńscy) — шляхетський рід. Прізвище походить від поселення Копичинці — тепер місто Тернопільської області.

## Представники
- Прадонта з Бествіни[1][2] — згаданий у фундаційній грамоті Міхала Адванця з Бучача на Фарний костел міста[3]

- Шимон, перша дружина невідома, друга — Оффка з Ожка 9рід Ожецькі)
  - Станіслав — син першої дружини
  - Якуб — син Оффки, свідок в грамоті Грицька Кердейовича стосовно Микулинців,[4] дружина Евфемія
    - Якуб, дружина Катажина Фредро
- Ян Зерваницький — брат Шимка

- Остафій, разом — ротмістри у 1575
- Миколай
- Станіслав — суддя земський галицький 1586
- Миколай — підсудок земський галицький, дружина — Катажина Ожґа, донька Пйотра[5]
- Шимон — ротмістр, учасник виправ на Московію; дружина — Зофія з Малих Скотників, мали 2 сини, 2 доньки
  - Александер — у 1640 році убив свого швагра Яна Маковецького (другого чоловіка сестри Барбари) в його домі, потім продав маєтності в містечку Нижнів, села Олешів, Кутище, Братишів, Новосілки, Вікняни та заховався, побоюючись процесу. У 1642 році зізнав запису доживоття разом з дружиною Ельжбетою (Єлизавети) Дрогойовською. Був убитий козаками у Панівцях, також тоді викрадено всі привілеї. Дітей не мали?
  - Пйотр, дружина — Зоф'я Броневська
    - Барбара, чоловік — Марек Секежинський; як вдова у 1693 році продала маєтність Нижнів Яблоновському

  - Барбара — дружина Єнджея Калиновського гербу Калинова, Яна Маковецького, Миколая Баворовського

- Антоній, дружина — Хороновська
- Войцех, 1605 р. під час перебування в гостях у руського воєводи Станіслава Ґульського в Підгайцях мав конфлікт із подільським воєводою Геронімом Язловецьким, що наслав на нього своїх придворних, які його вбили[6].
- Шимон — згаданий у смертному вироку Зигмунтові Клодніцькому, який виніс Ал-р Корвін-Гонсевський 4 липня 1611 року в Москві.[7]
- Барбара — дружина войського галицького Миколая Людзіцького[8]